# Charmion (Dienerin Kleopatras)
Charmion (altgriechisch Χάρμιον Chármion; * 1. Jahrhundert v. Chr.; † 12. August 30 v. Chr. in Alexandria) war ebenso wie Eiras eine der vertrautesten Dienerinnen der ägyptischen Königin Kleopatra. Als diese nach ihrer Gefangennahme durch Octavian ihren Selbstmord inszenierte, folgten Charmion und Eiras diesem Beispiel.
Die wenigen bekannten Informationen über Charmion und Eiras sind durch den antiken griechischen Philosophen und Biographen Plutarch überliefert. Dieser erwähnt die beiden Dienerinnen Kleopatras in seiner Antonius-Vita zuerst unter dem Jahr 32 v. Chr. In dem Propagandakrieg, der damals zwischen Octavian und Marcus Antonius, dem Geliebten Kleopatras, tobte und der dem finalen Krieg zwischen den beiden Triumvirn vorausging, habe der Caesarerbe nach der Kriegserklärung an seinen Kontrahenten verächtlich bemerkt, Antonius stehe unter Drogeneinfluss und sei von Sinnen. Nicht gegen Antonius werde also der bevorstehende Kampf in erster Linie ausgetragen, sondern gegen den Eunuchen Mardion, ferner gegen Potheinos, Kleopatras Friseuse Eiras und Hofdame Charmion, weil eigentlich diese Personen die ägyptische Regierung leiteten.
Nachdem Antonius endgültig den Krieg verloren hatte und die baldige Einnahme Alexandrias durch Octavians Truppen drohte, stürzte er sich auf die falsche Nachricht von Kleopatras Tod in sein Schwert. Als er erfuhr, dass die Königin noch am Leben war, ließ er sich schwer verletzt zum Mausoleum tragen, in dem Kleopatra sich verschanzt hatte. In die Grabanlage hatte sie nur zwei Zofen mitgenommen, die von Plutarch nicht namentlich genannt werden, aber dennoch einhellig von den Althistorikern Werner Huß, Michael Grant und Christoph Schäfer mit Charmion und Eiras identifiziert werden. Diese beiden Frauen halfen Kleopatra jedenfalls, Antonius mit Hilfe von Seilen an den Wänden des Mausoleums hochzuziehen und durch eine Öffnung ins Innere hineinzulassen, wo der ehemalige Triumvir in den Armen seiner Geliebten verstarb.
Anschließend geriet Kleopatra in Octavians Gefangenschaft und beschloss, ihrem Leben ein Ende zu setzen. Auf welche Weise dies genau geschah, ist umstritten. Laut Plutarch gelang es Kleopatra, gemeinsam mit ihren vertrauten Dienerinnen einen dreifachen Selbstmord zu begehen, ohne dass ihre Wächter, die dies angeblich hätten verhindern sollen, etwas davon bemerkten. Die Königin hatte Octavian einen Brief geschickt, aus dessen Inhalt er sofort ihre Absicht erraten habe; doch von ihm eilig ausgesandte Leute hätten Kleopatra schon tot, Eiras sterbend und Charmion taumelnd beim Zurechtrücken des Diadems auf dem Haupt der Königin  vorgefunden. Auf den zornigen Ausruf einer der von Octavian geschickten Personen habe Charmion noch erwidert, diese Handlungsweise sei einer Nachfahrin so vieler Könige geziemend, und sei gleich darauf niedergesunken.
In vielen dramatischen Bearbeitungen des Kleopatra-Stoffes spielt auch Charmion eine wichtige Rolle, so in William Shakespeares Tragödie Antony and Cleopatra (1606/07). In dem 1934 gedrehten Film Cleopatra mit Claudette Colbert in der Hauptrolle wurde die Gestalt der Charmion von Eleanor Phelps verkörpert. Isabel Cooley spielte die Charmion in dem 1963 erschienenen Film Cleopatra, in dem Elizabeth Taylor die ägyptische Königin darstellte.